# (120132) 2003 FY128
(120132) 2003 FY128 est un objet transneptunien.

## Caractéristiques
2003 FY128 mesure environ 460 km de diamètre.

## Orbite
L'orbite de 2003 FY128 possède un demi-grand axe de 49,202 ua et une période orbitale d'environ 345 ans. Son périhélie l'amène à 36,992 ua du Soleil et son aphélie l'en éloigne de 61,412 ua. Il s'agit d'un objet épars.

## Découverte
2003 FY128 a été découvert le 26 mars 2003.